# Ponte degli Scalzi
Ponte degli Scalzi (hr. Most Scalzi) je jedan od četiri mosta koji premošćuju Canal Grande u Veneciji, Italija. 
Most povezuje sestiere Santa Croce i Cannaregio, u kome se odmah preko puta sa sjeverne strane nalazi Chiesa degli Scalzi (crkva bosonogih fratara po kojem je most dobio ime) i nešto dalje željeznička stanica Santa Lucia. S južne strane na Santa Croceu, nalazi se Piazzale Roma i autobusna stanica.

## Povijest mosta Scalzi
Prvi most na istom mjestu izgrađen je 1858. po nacrtu austrijskog inženjera Alfreda Nevillea za vrijeme habsburgške uprave nad Venecijom. On je trebao olakšati pristup novoizgrađenom željezničkom kolodvoru - Santa Lucia. To je bio most od lijevanog željeza, jednostavne konstrukcije, vrlo sličan mostu kod Akademije koji je nešto prije izgradio isti Neville. Njegova mala visina (4 m) onemogućavala je prolazak brodova, a njegov industrijski izgled oštro odudarao od okoline, tako da ga je je gradska uprava odlučila zamijeniti na početku tridesetih godina prošlog stoljeća.
Novi jednolučni most od istarskog kamena napravljen je po projektu inženjera Eugenia Miozzia (188. – 1979.). Izgradnja je počela 4. svibnja 1932., a most je otvoren samo dvije godine kasnije, 28. listopada 1934.
Nedaleko mosta Scalzi, bliže autobuskoj stanici na Piazzale Roma, podignut je najnoviji četvrti most Ponte della Costituzione, preko Kanala Grande.

## Vanjske poveznice
- Ponte degli Scalzi, Venice  Arhivirana inačica izvorne stranice od 4. kolovoza 2011. (Wayback Machine) (engl.)